# Рогожницький потік
Рогожницький потік (словац. Rohožnícky potok) — річка в Словаччині, права притока Рудавки, протікає в окрузі Малацки.
Довжина приблизно 6.5-7.0 км. Витік знаходиться в масиві Малі Карпати — частина Пезінські Карпати; схил гори Горни-Врх — на висоті близько 425 метрів. Протікає територією села Рогожник.
Впадає в Рудавку на висоті приблизно 195-200 метрів.